# Moody Coliseum

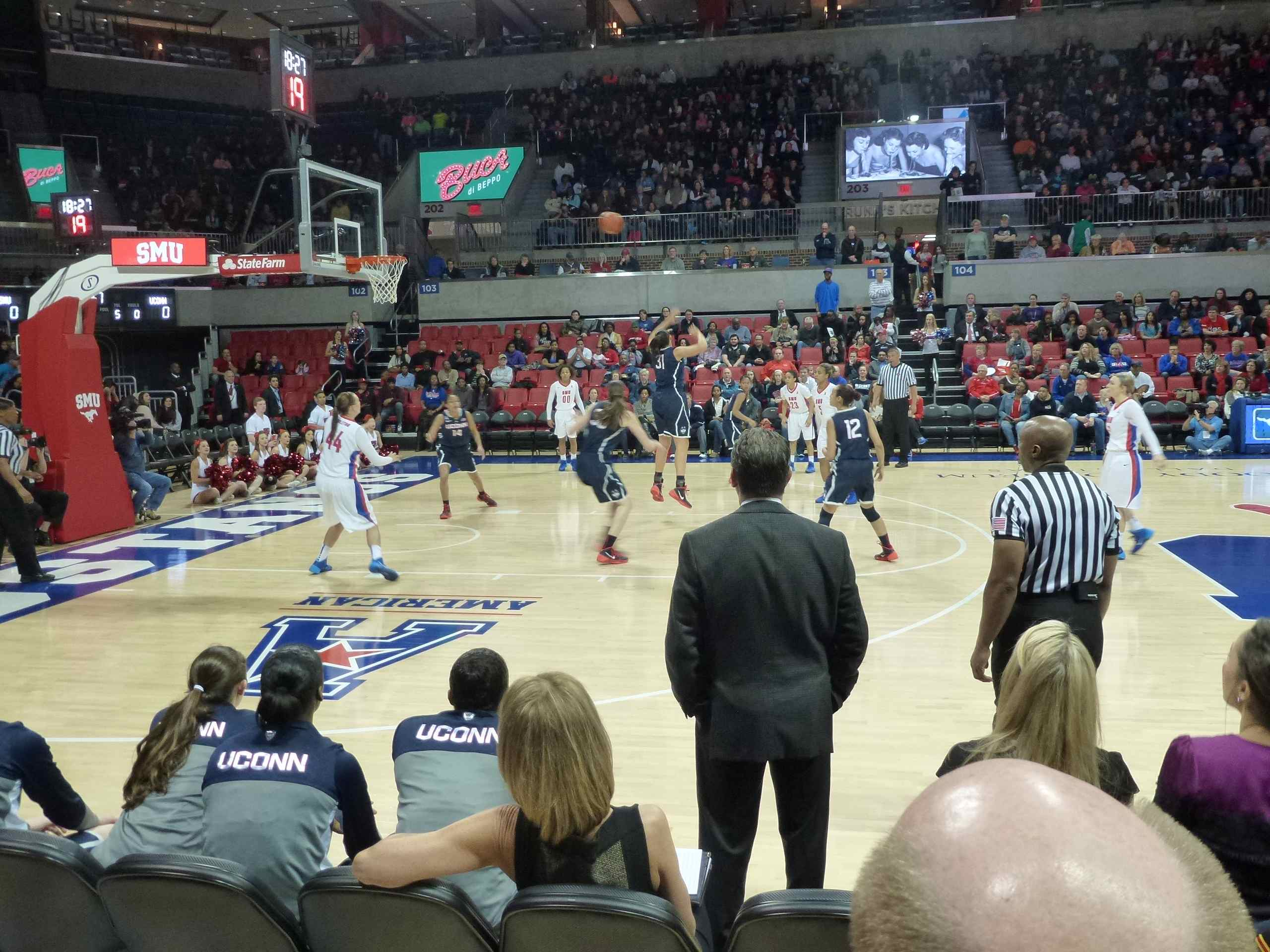
Moody Coliseum SMU contra UConn, 25 de febrero de 2014. La asistencia fue de 4.091 personas, un récord para un partido de baloncesto femenino.

Moody Coliseum es un pabellón multiusos con un aforo para 8998 espectadores. Fue abierto en 1956. Fue el estadio del equipo de baloncesto Southern Methodist University Mustangs y de Dallas Chaparrals, de la ABA, antes de mudarse a San Antonio, Texas. Durante un tiempo también fue la casa de San Antonio Spurs.
- Datos: Q9035055
- Multimedia: Moody Coliseum / Q9035055